# Seigneurie de La Salle
Pour les articles homonymes, voir La Salle.
1750 – 1854
La seigneurie de La Salle est une seigneurie créée en 1750 lors de la colonisation française en Nouvelle-France. Elle correspond territorialement à Saint-Rémi et ses environs dans le sud du Québec.

## Géographie
Le territoire de la seigneurie de La Salle correspond à la ville actuelle de Saint-Rémi et les municipalités environnantes de la municipalité régionale de comté (MRC) de des Jardins-de-Napierville, à l'est du Suroît en Montérégie. Elle s'insère dans l'arrière-pays de la seigneurie de Châteauguay, située au nord-ouest et déjà concédée en 1673 et de la seigneurie du Sault-Saint-Louis, implantée au nord et créée en 1680, entre la seigneurie de la Prairie-de-la-Madeleine au nord-est, existant depuis 1647, la seigneurie de Léry ouverte en 1733 à l'est et la seigneurie de Beauharnois, au sud-ouest et octroyée en 1729. 

## Histoire
En 1750, le gouverneur de la Nouvelle-France Jacques-Pierre de Taffanel de La Jonquière et l'intendant François Bigot concèdent la seigneurie de La Salle à Jean-Baptiste Leber de Senneville. Le toponyme rappelle sans doute l'explorateur René-Robert Cavelier de La Salle. La famille Sanguinet achète la seigneurie en 1782 et contribue de manière importante à son développement. Au début du XIXe siècle, le seigneur Christophe Sanguinet connaît des démêlés judiciaires contre l'administration coloniale britannique et après deux procès en 1805 et 1807, le territoire de la seigneurie de La Salle est diminué de 20 % de sa superficie, les secteurs les plus développés en étant retirés. Lui et ses successeurs, son fils Ambroise Sanguinet et ses petits-fils Christophe-Ambroise et Charles-Amable Sanguinet tentent de récupérer cette partie de territoire tout en intercédant pour que les centaines de censitaires menacés ne soient pas expulsés de leurs terres. En 1828, la paroisse catholique de Saint-Rémi est créée. La seigneurie est vendue à George Selby en 1829. Celui-ci et ses successeurs n'habitent pas la seigneurie. Christophe-Ambroise et Charles-Amable Sanguinet prennent cause pour la rébellion des Patriotes et sont pendus en 1839.